# Christian Feist

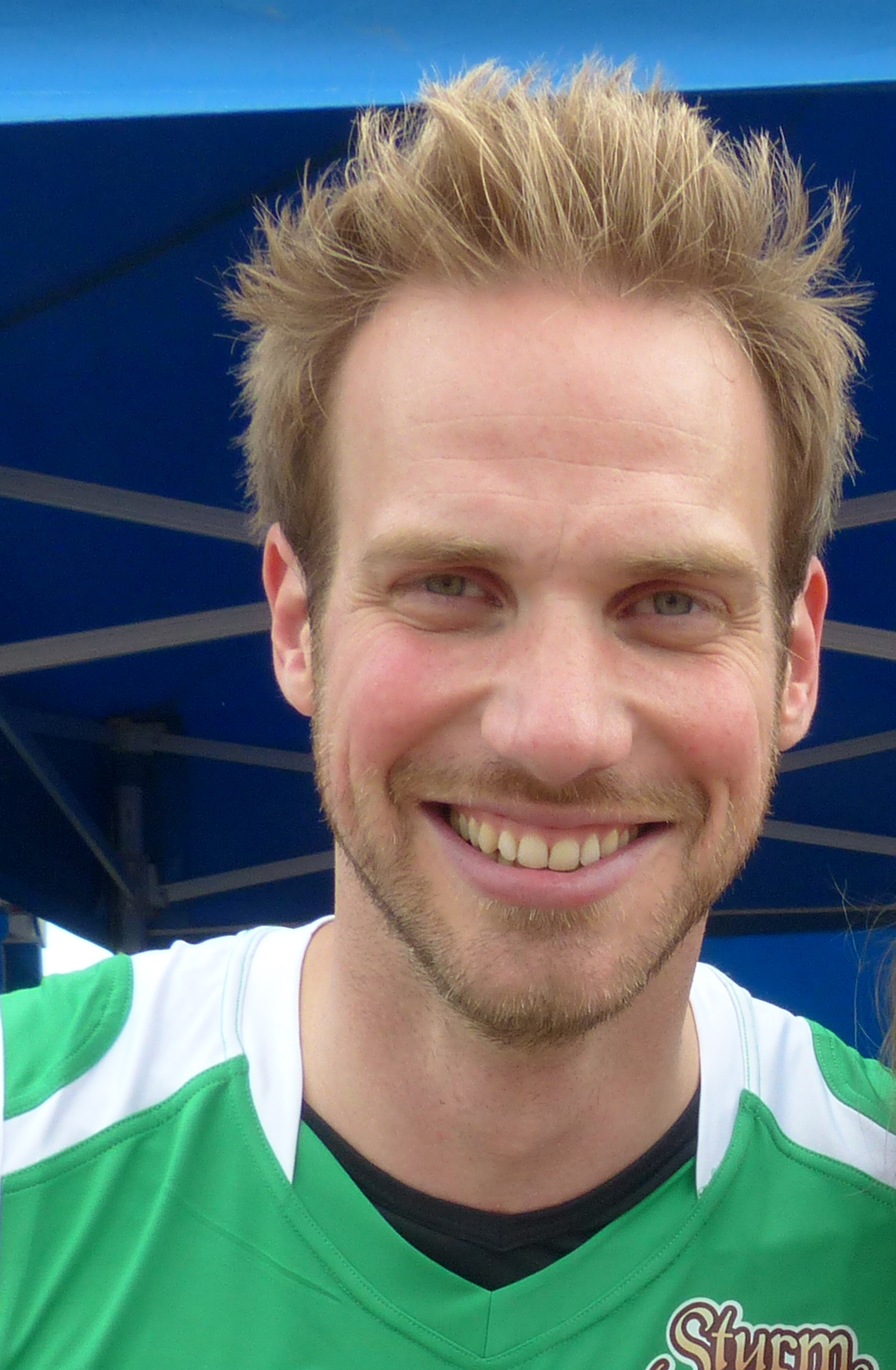
Christian Feist (2014)

Christian Feist (* 18. April 1980 in Münster) ist ein deutscher Schauspieler.

## Leben
Christian Feist absolvierte von 2004 bis 2008 eine Schauspielausbildung an der Hochschule für Musik und Theater Hannover. Von 2007 bis 2009 spielte er außerdem am Staatsschauspiel Hannover. Des Weiteren war er auf den Städtischen Bühnen Münster und am Studiotheater Hannover als Theaterschauspieler tätig. Im Jahr 2007 erhielt er seine erste Filmrolle in dem Kurzfilm KÖNIGSKINDER. Er war seither in verschiedenen Film- und Fernsehproduktionen zu sehen, wie beispielsweise im Jahr 2012 in der Daily Soap Verbotene Liebe.
Von Juni 2013 bis September 2014 spielte er an der Seite von Liza Tzschirner die Protagonistenrolle Leonard Stahl in der 9. Staffel der ARD-Telenovela Sturm der Liebe. 2017 war er in einem Werbespot eines Mobilfunkanbieters zu sehen. Von November 2017 (Folge 2821) bis November 2018 (Folge 3075) war Feist als Greg Snyder alias Damian Steinkamp bei Alles was zählt zu sehen. Im Februar 2019 hatte er in drei Folgen einen Gastauftritt.
Feist lebt in Köln. Seit dem 24. Mai 2008 ist er mit der Schauspielerin Mirjam Heimann verheiratet, die er 2004 an der Schauspielschule kennenlernte. Das Ehepaar hat zwei Kinder.

## Filmografie
- 2007: Königskinder (Kurzfilm)
- 2008: Ein paar Millimeter (Kurzfilm)
- 2010–2013: Alarm für Cobra 11 – Die Autobahnpolizei (Fernsehserie, 2 Folgen, verschiedene Rollen)
- 2010: Eine wie Keine (Fernsehserie, 43 Folgen)
- 2011: Danni Lowinski (Fernsehserie, 1 Folge)
- 2011: Heiter bis tödlich: Henker & Richter (Fernsehserie, 1 Folge)
- 2012: Verbotene Liebe (Fernsehserie, 3 Folgen)
- 2012: Ein Fall für die Anrheiner (Fernsehserie, 1 Folge)
- 2013: Rush – Alles für den Sieg
- 2013: Familie Undercover
- 2013–2017: SOKO Leipzig (Fernsehserie, 3 Folgen, verschiedene Rollen)
- 2013–2014, 2015, 2017, 2020: Sturm der Liebe (Fernsehserie, 318 Folgen)
- 2017: Heldt (Fernsehserie, 2 Folgen)
- 2017: Alles Klara (Fernsehserie, Folge: Dunkle Bräute)
- 2017–2018, 2019: Alles was zählt (Fernsehserie, 258 Folgen)
- 2018: Lifelines (Fernsehserie, 1 Folge)
- 2019–2021: Check Check (Fernsehserie, 6 Folgen)
- 2022: Rosamunde Pilcher: Hochzeitstag